# Mega Man 6
Mega Man 6 (ロックマン6 史上最大の戦い!! Rokkuman Shikkusu Shijō Saidai no Tatakai!!?, lit. "Rockman 6: ¡¡La batalla más grande de todos los tiempos!!") es un videojuego de acción/plataformas publicado por Capcom en 1993 que representa la sexta entrega de la serie Mega Man, siendo el último videojuego de la misma serie lanzado originalmente para el NES/Famicom.

## Robot Masters
| Robot Maestro | Arma            | Debilidad                                                            | N.º de serie |
| ------------- | --------------- | -------------------------------------------------------------------- | ------------ |
| Blizzard Man  | Blizzard Attack | Flame Blast y Rush Power (Esto aplica para todos los Robot maestros) | DWN.041      |
| Centaur Man   | Centaur Flash   | Knight Crush                                                         | DWN.042      |
| Flame Man     | Flame Blast     | Wind Storm                                                           | DWN.043      |
| Knight Man    | Knight Crush    | Yamato Spear                                                         | DWN.044      |
| Plant Man     | Plant Barrier   | Blizzard Attack                                                      | DWN.045      |
| Tomahawk Man  | Silver Tomahawk | Plant Barrier                                                        | DWN.046      |
| Wind Man      | Wind Storm      | Centaur Flash                                                        | DWN.047      |
| Yamato Man    | Yamato Spear    | Silver Tomahawk                                                      | DWN.048      |

## Novedades
Mega Man todavía cuenta con sus habilidades comunes, salvo que el Mega Buster no es tan grande como en el juego anterior, y Beat se debe conseguir entrando por las 4 compuertas secretas que aparecen antes de llegar al Robot Master.
Otra nueva habilidad es que Rush ahora no ayudará a Megaman como lo hacían sus anteriores funciones, sino que se fusionará con éste para tener dos nuevas armaduras: Power Mega Man (que le permite romper muros y otros robots que no se podían destruir de otra forma) y Jet Mega Man (que le permite volar cortas distancias).
Si bien los países de origen de los Robot Masters de este juego nunca fueron revelados, el manual del juego revela que tres de ellos vienen de Japón (Yamato Man), Canadá (Blizzard Man), y Estados Unidos (Tomahawk Man). Los otros se presume que su origen son: Brasil (Plant Man), Inglaterra (Knight Man), Arabia Saudita (Flame Man), Grecia (Centaur Man), y China (Wind Man).